# Alt-Scharnhorst
Alt-Scharnhorst ist ein Stadtteil im Dortmunder Nordosten auf einer Höhe von 71 m ü. NHN mit 8.910 Einwohnern. Der Stadtteil wird oft in Verbindung mit der Großsiedlung Scharnhorst-Ost als Scharnhorst bezeichnet. Heute ist Alt-Scharnhorst ein sehr vielseitiger Stadtteil. Es gibt sowohl Einzelhausbebauung (überwiegend am südlichen bzw. südöstlichen Ortsrand), Reihenhaussiedlungen, als auch Siedlungen mit sozialen Schwierigkeiten, wie etwa die Siedlung Wambeler Heide im äußersten Südwesten des Stadtteils.
Scharnhorst gehört zu den 13 sozial benachteiligten Stadtteilen.
Zunächst trug dieser Statistische Unterbezirk die Bezeichnung Scharnhorst-Alt.

## Entstehung
Der Geschichte des heutigen Dortmunder Stadtteils Alt-Scharnhorst ist eng mit dem Bergbau verknüpft. Nachdem ab 1871 die nach General Scharnhorst benannte Zeche Scharnhorst im damals ländlichen Raum errichtet wurde, entstanden zur Unterbringung der Bergleute ab 1889 im Umfeld mehrere Zechensiedlungen. Die Bevölkerung wuchs von etwa 100 Personen im Jahr 1890 auf 5678 Personen im Jahr 1939. Ein eigener Stadtteil namens Scharnhorst entstand im Jahr 1918 bei der Eingemeindung von Brackel und Wambel nach Dortmund und umfasste die nördlich der Bahnlinie Dortmund–Hamm liegenden Gebietsteile dieser Gemeinden.
In den Jahren nach dem Zweiten Weltkrieg wurde mit Mitteln des Marshallplans die MSA-Siedlung errichtet. Ab 1954 wurden die ersten von insgesamt 800 Eigenheimen und 521 Mietwohnungen bezogen; letztendlich stieg die Einwohnerzahl auf über 11.000 Personen.
Aufgrund der großen Wohnungsnot wurde ab 1965 auf dem Gelände östlich der Flughafenstraße eine neue Großsiedlung errichtet, die als Scharnhorst-Ost (Neu-Scharnhorst) bezeichnet wird.

## Bevölkerung
Struktur der Alt-Scharnhorster Bevölkerung:
- Bevölkerungsanteil der unter 18-Jährigen: 16,1 % [Dortmunder Durchschnitt: 16,2 % (2018)][2]
- Bevölkerungsanteil der mindestens 65-Jährigen: 21,9 % [Dortmunder Durchschnitt: 20,2 % (2018)][3]
- Ausländeranteil: 16,1 % [Dortmunder Durchschnitt: 22,3 % (2024)][4]
- Arbeitslosenquote: 9,2 % [Dortmunder Durchschnitt: 11,0 % (2017)][5]

Das durchschnittliche Einkommen in Alt-Scharnhorst liegt etwa 20 % unter dem Dortmunder Durchschnitt.

### Bevölkerungsentwicklung
| Jahr      | 1987 | 2003 | 2008 | 2010 | 2013 | 2016 | 2017 | 2019 | 2020 | 2022 | 2024 |
| --------- | ---- | ---- | ---- | ---- | ---- | ---- | ---- | ---- | ---- | ---- | ---- |
| Einwohner | 8955 | 8474 | 8329 | 8261 | 8276 | 8517 | 8592 | 8817 | 8893 | 8892 | 8945 |

## Verkehr
Alt-Scharnhorst wird nach Süden und Westen hin begrenzt durch die Bahnstrecke Dortmund–Gronau und die Bahnstrecke Dortmund–Hamm. Mit den Haltepunkten der DB Dortmund-Kirchderne und Dortmund-Scharnhorst sowie der Stadtbahnhaltestelle Gleiwitzstraße ist Alt-Scharnhorst gut an das Netz des öffentlichen Nahverkehrs angeschlossen. Weiterhin ist mit dem Anschluss Dortmund-Scharnhorst an die Bundesstraße 236 n sowie an die Brackeler Straße eine hervorragende Verbindung in die Innenstadt, zur Bundesautobahn 1, zur Bundesautobahn 2 und zur nahe gelegenen Bundesstraße 1 gegeben.
| Linie | Verlauf | Takt   |
| ----- | --- | ------ |
|       | DO-Grevel – Droote – Scharnhorst Zentrum – Flughafenstraße – Gleiwitzstraße – Kirchderne – Franz-Zimmer-Siedlung – Schulte Rödding – Bauernkamp – An den Teichen – Burgholz – Eisenstraße – Glückaufstraße – U Brunnenstraße – U Brügmannplatz – U Reinoldikirche – U Stadtgarten – U Städtische Kliniken – U DO-Möllerbrücke – U Kreuzstraße – Theodor-Fliedner-Heim – An der Palmweide – Am Beilstück – Barop Parkhaus – Eierkampstraße – Harkortstraße – Hombruch Hallenbad – Dortmund, Grotenbachstraße Diese Linie verkehrt auf der Stammstrecke II | 10 min |

## Persönlichkeiten
Der Journalist und Widerstandskämpfer Kurt Julius Goldstein wurde in Scharnhorst geboren und verbrachte auch einen Teil seiner Kindheit dort.

## Sonstiges
In Alt-Scharnhorst befinden sich drei Kirchen, die katholische St.-Immaculata-Kirche, die evangelische Auferstehungskirche und die Neuapostolische Kirche Scharnhorst.

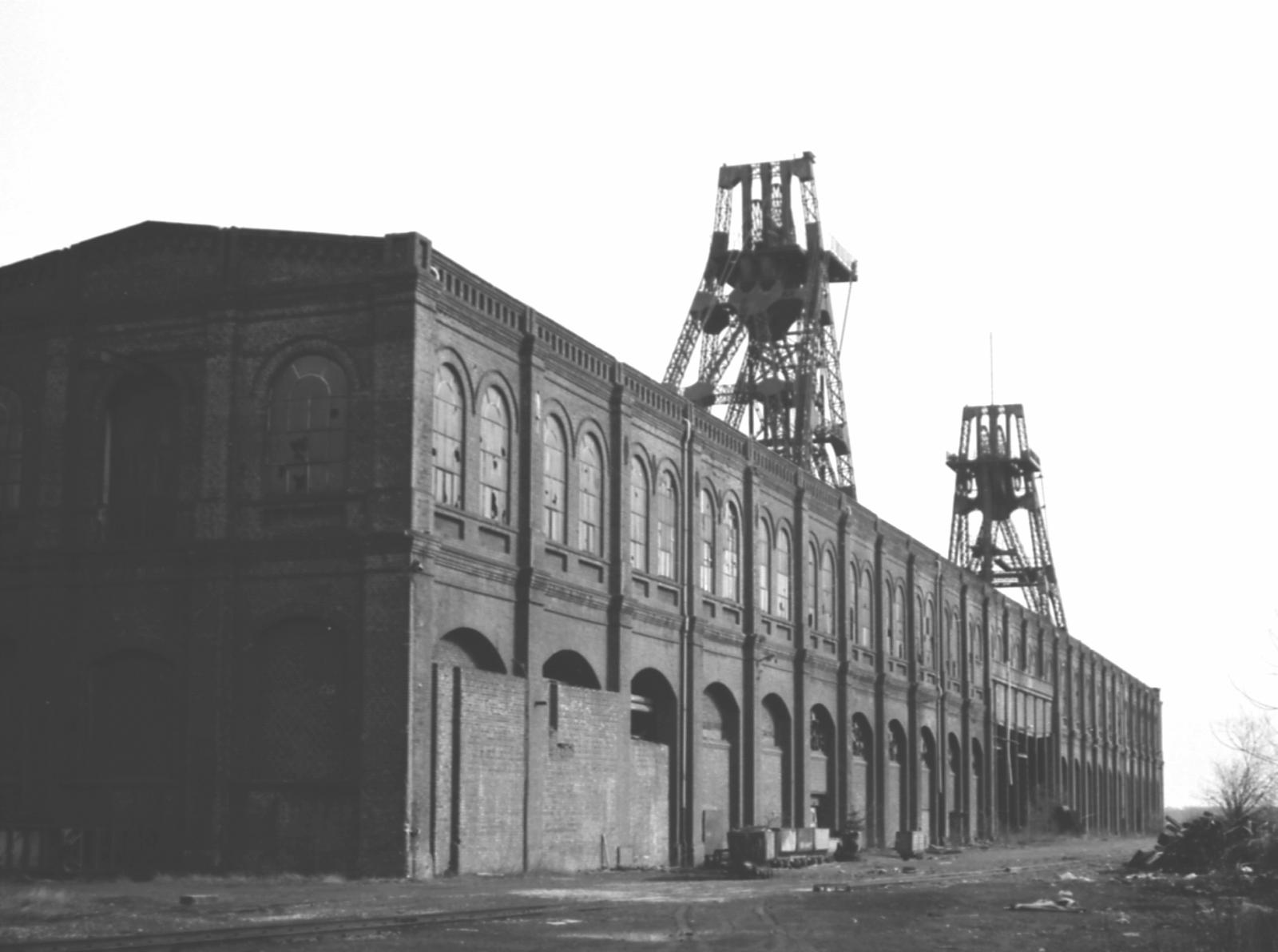
Die Zeche Scharnhorst in den 1970er Jahren
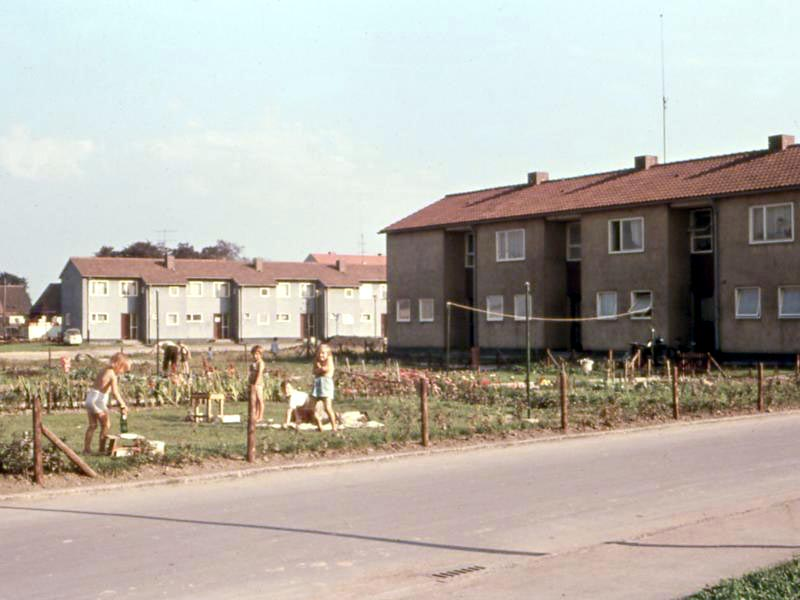
Die MSA-Siedlung Dortmund-Scharnhorst in den 1950er Jahren
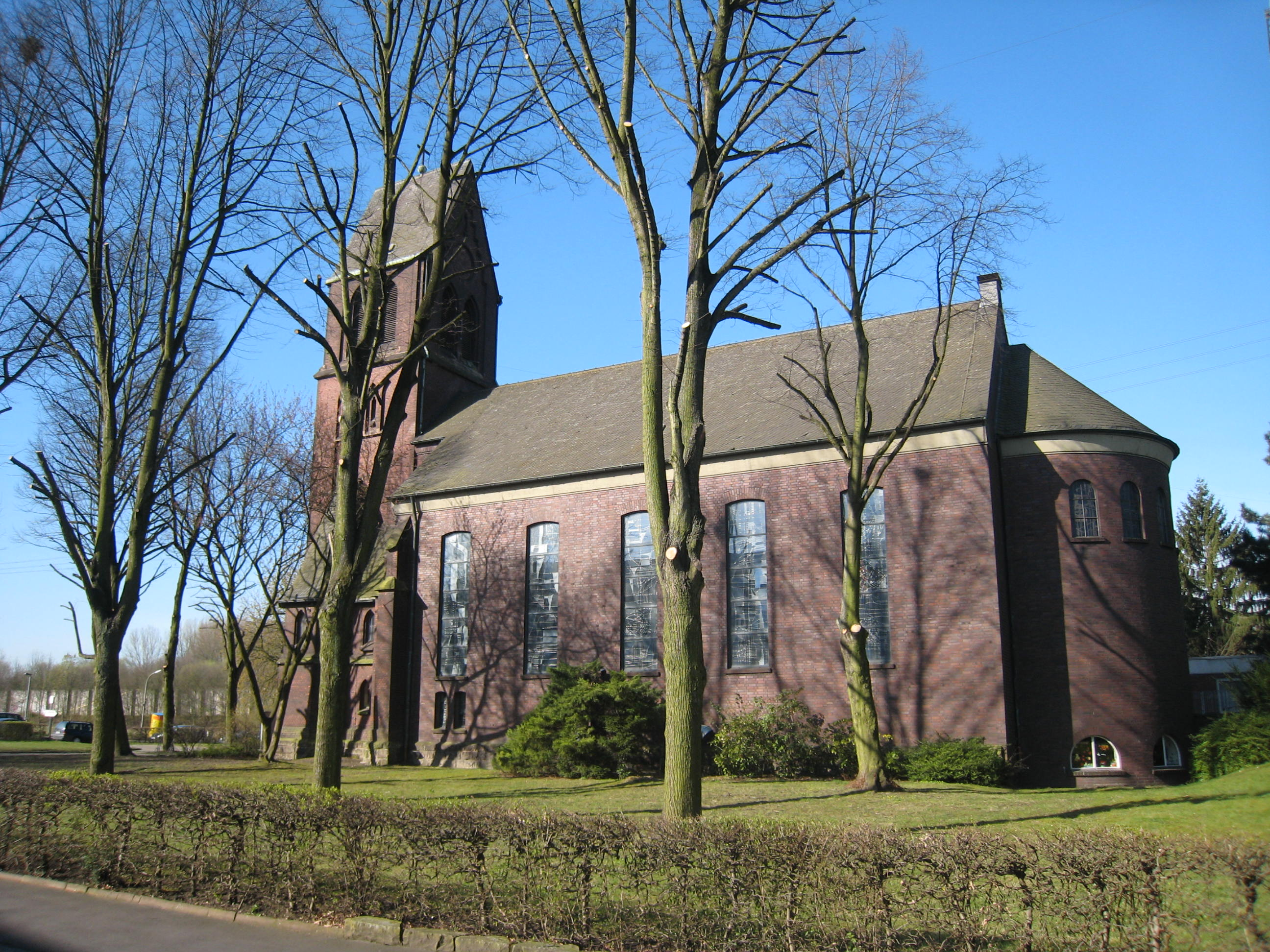
Die Auferstehungskirche